# Youhanna Makhlouf El Douaihy
Youhanna Makhlouf El Douaihy (... – 17 dicembre 1634) è stato un arcivescovo cattolico libanese, arcieparca di Ehden, patriarca della Chiesa maronita dal 1608 al 1634.

## Biografia
Youhanna Makhlouf, ex alunno del collegio maronita di Roma, fu eletto patriarca della Chiesa maronita, dopo la morte di Youssef Rizzi (marzo 1608), il 16 ottobre 1608. Appena eletto inviò a Roma due sacerdoti per ottenere la conferma papale alla sua elezione, che fu concessa da papa Paolo V il 30 agosto 1609; il pontefice affidò al sacerdote Gaspare di Cipro l'incarico di consegnare il pallio al nuovo patriarca.
Tra le opere del patriarca si ricordano in particolare i lavori per la pubblicazione di una nuova edizione dei libri liturgici maroniti, che fu pubblicata dalla Congregazione di Propaganda Fide solo dopo la sua morte, con il titolo di Officium simplex septem dierum hebdomadae, iuxta usum Ecclesiae Maronitarum nel 1647.
Tra i principali difensori della cultura libanese della sua epoca, nel 1624 fondò il seminario patriarcale nel convento di Hawka, approvato da papa Urbano VIII con la bolla In supereminenti del 24 luglio 1625. Inoltre fondò la prima tipografia araba nel monastero di Kozhaia nel 1610.
Morì nella residenza patriarcale di Daīr Qannūbīn, nella valle di Qadisha, il 17 dicembre 1634.